# Naturschutzbund der DDR
Der Naturschutzbund der DDR war ein Umweltverband in der DDR der Wendezeit, der im Naturschutzbund Deutschland (NABU) aufgegangen ist.

## Geschichte
Der Vorläufer des NaBu, der Bund für Vogelschutz wurde nach dem Zweiten Weltkrieg wiedergegründet. Erich Ficker führte dabei die Geschäftsstelle für die sowjetische Besatzungszone und hielt Kontakt zur Verbandszentrale in Giengen. Mit der Entstehung der beiden deutschen Staaten brach die organisatorische und praktische Arbeit zwischen Ost und West auseinander. Die Naturschutzgruppen im Osten gingen in der Abteilung Natur- und Heimatfreunde des im Juli 1945 gegründeten Kulturbundes auf. Erst 1980 entstand innerhalb des Kulturbundes die Gesellschaft für Natur und Umwelt (GNU), die bis zu 50.000 Mitglieder hatte – mit 4900 Aktiven in 280 Vogelschutz-Fachgruppen.
Der „Naturschutzbund der DDR“ wurde auf Initiative von Michael Succow erst am 18. März 1990 als neuer Verband gegründet, eine Abspaltung von der GNU.
Der offizielle Zusammenschluss des am 6. Mai 1990 in Naturschutzbund Deutschland umbenannten vormaligen Deutschen Bundes für Vogelschutz mit dem Naturschutzbund der DDR erfolgte am 18. November 1990. Michael Succow wurde zum Vizepräsidenten gewählt. Er setzte sich stark für das damalige DDR-Nationalparkprogramm ein. Vom Naturschutzbund der DDR wurde die heutige Fachausschussstruktur des NABU übernommen, die zusätzlich zur „vertikalen Gliederung“ des Verbandes intensive Projektarbeit ermöglicht.